# Mjällby Ljunga
Mjällby Ljunga är en ort i Mjällby socken i Sölvesborgs kommun i Blekinge län belägen öster om Mjällby. Orten klassades som en småort till och med år 2000.